# Admir Aganović
Admir Aganović (25. avgust 1986) je bivši bosanskohercegovački fudbaler koji je igrao na poziciji napadača. 

## Klupska karijera
Aganović je bio omladinac Partizana, ali nije uspeo da debituje u prvom timu. Umesto toga, igrao je na pozajmici u Teleoptiku u Srpskoj ligi Beograd, Dinamu iz Vranja u Prvoj ligi Srbije i Zemunu u Superligi Srbije. Dok je bio u Srbiji, Admir Aganović je takođe proveo neko vreme sa kolegama iz klubova superlige Mladost Lučani i Čukarički.
U zimskom prelaznom roku 2009. godine Aganović se preselio u Belgiju i pridružio se belgijskoj Prvoj ligi u fudbalu. Kasnije je igrao za švajcarski superligaški klub FK Ksamaks i rumunsku Ligu I za FK Gaz metan Medijaš. Između 2012. i 2016.  godine Aganović je igrao za tri švedska kluba, a to su Sirijanska, FK Asisiska  i Landskrona BoIS.

## Međunarodna karijera
Admir Aganović je 1. juna 2008. godine debitovao za tim Bosne i Hercegovine u međunarodnoj utakmici protiv reprezentacije Azerbejdžana, pobedivši pri rezultatu 1: 0. Ovo je ujedno bio i jedini Admirov međunarodni nastup.

## Napomene
1. 1 2  Uključene su samo zvanične utakmice UEFA

## Spoljašnje veze
- Admir Aganović na veb-sajtu  (jezik: engleski)
- Admir Aganović na veb-sajtu  (jezik: engleski)
- Admir Aganović na veb-sajtu WorldFootball.net (jezik: engleski)